# Arden (kulle i Antarktis)
Arden är en kulle i Antarktis. Den ligger i Östantarktis. Norge gör anspråk på området. Toppen på Arden är 2 850 meter över havet.
Terrängen runt Arden är kuperad norrut, men söderut är den platt. Trakten är obefolkad. Det finns inga samhällen i närheten. 